# دهستان خفری
دهستان خفری نام دهستانی در بخش مرکزی شهرستان سپیدان، استان فارس در ایران است. براساس سرشماری مرکز آمار ایران در سال ۱۳۸۵، جمعیت آن 8327 نفر(2173خانوار) بوده‌است. مردم این منطقه از قوم لر و به زبان لری جنوبی تکلم می کنند.